# Telekgerendás
Telekgerendás é um município da Hungria, situado no condado de Békés. Tem 72,37 km² de área e sua população em 2015 foi estimada em 1.324 habitantes.